# لاورى ماركانين
لاورى ماركانين هو لاعب كرة سلة فنلندي يلعب في مركز لاعب هجوم قوي الجسم أو لاعب الوسط في نادي شيكاغو بولز.

## روابط خارجية
- لاورى ماركانين على موقع الاتحاد الدولي لكرة السلة (الإنجليزية)
- لاورى ماركانين على موقع إن بي أي (الإنجليزية)
- لاورى ماركانين على موقع سبورتس رفرنس (الإنجليزية)
- لاورى ماركانين على موقع كرة السلة الأوروبية.كوم (الإنجليزية)
- لاورى ماركانين على موقع DraftExpress.com (الإنجليزية)
- لاورى ماركانين على موقع إي إس بي إن.كوم (الإنجليزية)
- لاورى ماركانين على موقع كلية كرة السلة في سبورتس رفرنس.كوم (الإنجليزية)
- لاورى ماركانين على موقع ريلجم (الإنجليزية)
- لاورى ماركانين على موقع بروبوليرز (الإنجليزية)
- لاورى ماركانين على موقع سبورتس رفرنس (الإنجليزية)